# Wurmaale
Wurmaale, auch Spaghetti-Aale genannt, sind lange, dünne, schuppenlose Fische, deren Rücken- und Afterflossen nur andeutungsweise entwickelt sind. Sie gehören zu den Aalartigen. Ungewöhnlich an ihnen ist die ausgeprägte Schwanzflosse, die gabelförmig oder dreilappig ausgebildet ist. Oft überlappt eine Lippe die andere; meistens ist es die Oberlippe. Die Wurmaale kommen überwiegend im indopazifischen Raum vor, einige wenige Arten auch im westlichen Atlantik. Moringua edwardsii kommt in den Gewässern Westindiens vor.

## Merkmale
Wurmaale sind schuppenlos. Ihre Kiemenöffnungen sitzen weit unten. Die kleinen Augen sind von haut überwachsen. Rücken- und Afterflosse liegen weit hinten, sehen wie Hautfalten aus und sind mit der Schwanzflosse zusammengewachsen. Brustflossen fehlen oder sind nur rudimentär entwickelt. Wurmaale haben 98 bis 180 Wirbel. Bei einigen Arten kommen deutliche Unterschiede in den Geschlechtern vor. Die Weibchen der Art Moringua edwardsii sind beispielsweise fast zweimal so lang wie die Männchen, besitzen mehr Wirbel und das Herz liegt wesentlich weiter hinten im Körper. Einst dachte man, es handle sich um zwei verschiedene Arten.

## Lebensweise
Wurmaale graben sich mit dem Kopf voran in den Meeresboden. Sie bevorzugen dabei Sand oder feinen Kies. Die Lebensweise der pazifischen Art Moringua macrochir ist genauer bekannt. Sobald ihre Larven sich zu Jungfischen verwandelt haben, graben sie sich ein. Da sie winzige Augen und zurückgebildete Flossen haben, sehen sie Würmern sehr ähnlich. Die Tiere verlassen ihre Höhle sehr selten und dann nur nachts, bis sie geschlechtsreif werden. Dann werden die Augen und Flossen größer. Während dieser Umwandlung beginnen die Tiere nachts umherzuschwimmen, um einen Geschlechtspartner zu finden.

## Systematik

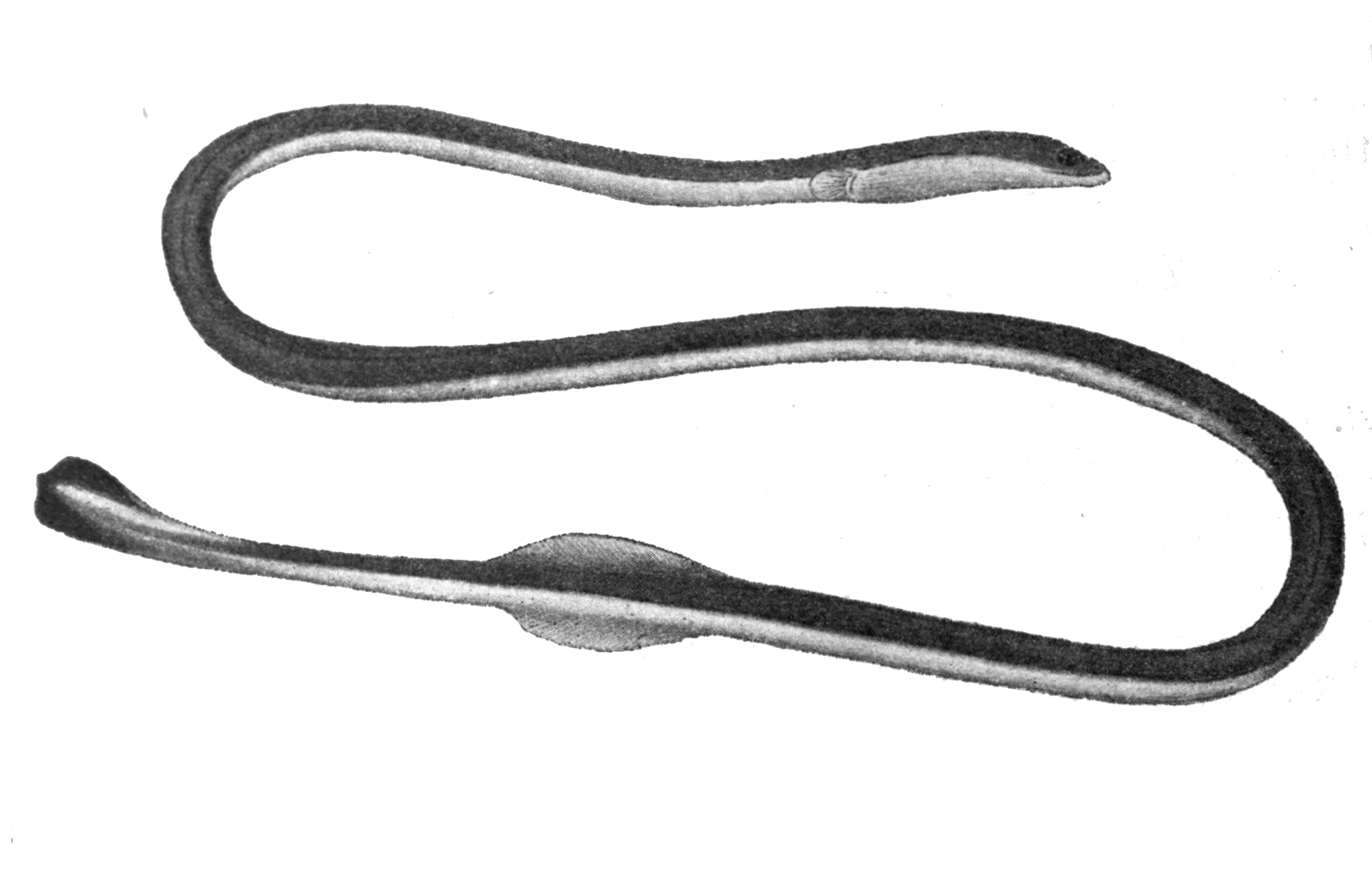
Moringua bicolor

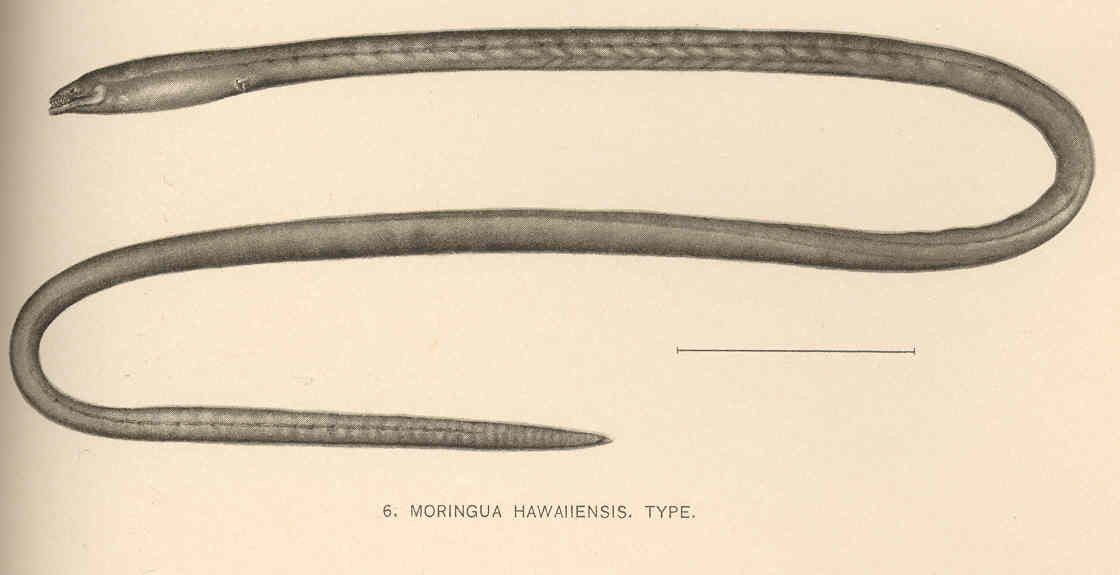
Moringua hawaiiensis

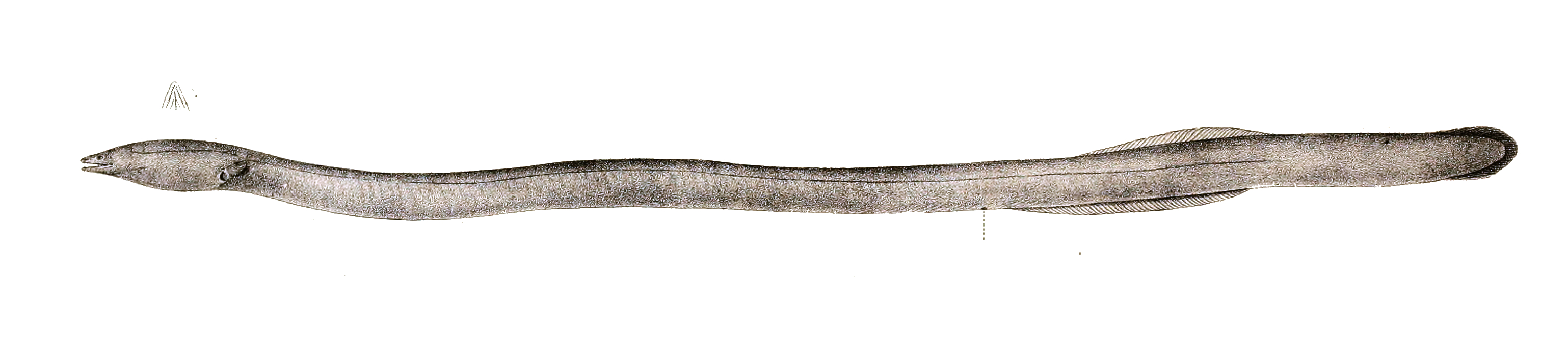
Moringua raitaborua

Es gibt zwei Gattungen mit insgesamt 15 Arten:
- Gattung Moringua
  - Moringua abbreviata
  - Moringua arundinacea
  - Moringua bicolor
  - Moringua edwardsi
  - Moringua ferruginea
  - Moringua hawaiiensis
  - Moringua javanica
  - Moringua macrocephalus
  - Moringua macrochir
  - Moringua microchir
  - Moringua penni
  - Moringua raitaborua
- Gattung Neoconger
  - Neoconger mucronatus
  - Neoconger tuberculatus
  - Neoconger vermiformis